# Mișcare aparentă
Mișcarea aparentă este, în astronomie, mișcarea aștrilor pe sfera cerească, rezultat al compunerii mișcării astrului studiat și cea a astrului de pe care se face observarea, în cazul nostru, Pământul.
Stelele sunt (aproximativ) fixe față de sfera cerească (raportate la ecuator si ecliptică). Ca urmare, poziția unei stele descrisă în coordonate ecuatoriale (ascensie dreaptă și declinație) sau în coordonate ecliptice rămâne fixă în timp.
Față de un observator terestru, orice stea îndepărtată se deplasează după un cerc paralel cu ecuatorul ceresc. O rotire completă se petrece în exact o zi siderală. Momentul în care steaua traversează meridianul superior se numește culminația superioară sau trecerea la meridian a stelei. Momentul traversării meridianului inferior se numește culminația inferioară.
Soarele se deplasează, față de sfera cerească, de-a lungul eclipticii, efectuând o tură completă în timp de un an. Echinocțiile sunt definite ca momentele în care Soarele traversează ecuatorul ceresc. Față de un observator terestru, Soarele descrie o traiectorie complicată, semănând cu două elici de sens contrat lipite cap la cap.

## Exemple de mișcări aparente
- Mișcare diurnă aparentă
- Mișcare retrogradă aparentă
- Mișcare proprie aparentă